# 以色列總理辦公室
以色列总理办公室（希伯來語：‎ ) 是以色列的内阁部门，负责协调所有政府部门办公室的工作并协助以色列总理进行日常工作。总理办公室负责制定以色列内阁政策，主持内阁会议，并负责与世界各国的外交关系，监督内阁政策的实施。